# Stazione di Tanashi

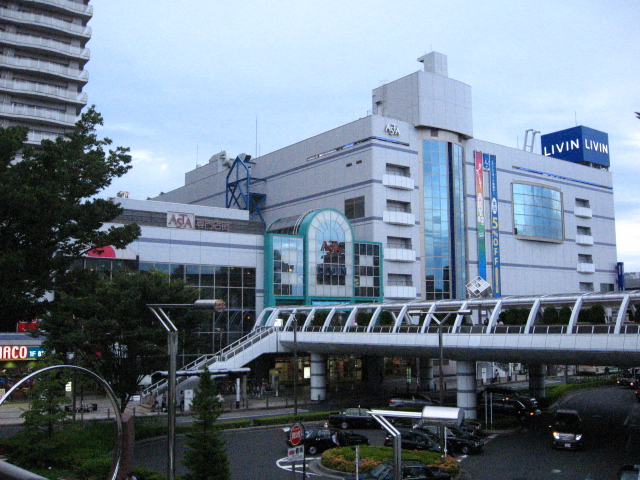
Aspetto dell'area prospiciente alla stazione

La stazione di Tanashi (田無駅?, Tanashi-eki) è la principale stazione ferroviaria della città di Nishitokyo, nell'area metropolitana di Tokyo, ed è servita dalla linea Shinjuku delle Ferrovie Seibu, a circa 17 km di distanza dal capolinea di Seibu-Shinjuku.

## Linee
Ferrovie Seibu
● Linea Seibu Shinjuku

## Struttura
La stazione si trova in superficie ed è dotata di due banchine a isola con tre binari passanti. Il binario centrale è utilizzato anche per i treni che non fermano in questa stazione e per consentire il loro transito in entrambe le direzioni. In base alla banchina è quindi chiamato binario 2 o 3, sebbene fisicamente si tratti di un unico binario. Le banchine sono collegate al fabbricato viaggiatori sopraelevato da scale fisse, mobili e ascensori.
| 1-2 | ● Linea Seibu Shinjuku | per Kami-Shakujii, Takadanobaba e Seibu-Shinjuku        |
| 3-4 | ● Linea Seibu Shinjuku | per Higashi-Murayama, Tokorozawa, Haijima e Hon-Kawagoe |

## Stazioni adiacenti
| «                    | Servizio             | »                    |
| Linea Seibu Shinjuku | Linea Seibu Shinjuku | Linea Seibu Shinjuku |
| -------------------- | -------------------- | -------------------- |
| Seibu-Yagisawa       | Locale               | Hanakoganei          |
| Seibu-Yagisawa       | Semiespresso         | Hanakoganei          |
| Kami-Shakujii        | Espresso             | Hanakoganei          |
| Kami-Shakujii        | Espresso pendolari   | Higashi-Murayama     |